# 亨利·基辛格
亨利·阿尔弗雷德·基辛格（1923年5月27日—2023年11月29日），美國政治人物、外交官、政治学家，在理查德·尼克松政府受到重用，先后担任国家安全顾问和国务卿，并在水门事件之后留任于杰拉尔德·福特政府，持續主導美國的外交政策。
基辛格是出生在德國的犹太人，15歲時為逃離納粹迫害隨父母移民美國。第二次世界大戰期間，他在美國陸軍服役，戰後在哈佛大學接受教育，成為政府系教授，並作為核武和外交政策專家贏得了國際聲譽。在被任命為國家安全顧問之前，曾任政府機構、智庫以及納爾遜·洛克菲勒和尼克森總統競選活動的顧問。
基辛格奉行现实政治，在1969年到1977年之间在美国外交政策，尤其是“三角外交”中发挥中心作用。在这段时期内，他倡导缓和政策，使美苏之间紧张关系得到缓解，並在1971年秘密访问中国，与中华人民共和国国务院总理周恩来会谈中扮演至关重要的角色，為1972年尼克松访华鋪路，促成新战略性中美反苏联盟。他与越南政治家黎德壽一同获得1973年诺贝尔和平奖。1976年在福特总统连任失败后，基辛格成为乔治城大学沃尔什外交学院教授。基辛格2023年11月29日於家中辭世，享嵩壽100歲。
基辛格被公认为是國際關係學中世界秩序与现实主义權力平衡大师，其理论主要聚焦在美苏两极对抗的国际环境下如何运用国家外交手段建立政治联盟，对抗苏联一极的压力，即美国联合各种力量遏制苏联，从而达到两极力量的相对的平衡。基辛格理论后来被广泛运用于国家外交活动中，作为国家对外关系理论来源，典型表现在美国总统理查德·尼克松以及罗纳德·里根任內的外交政策之中。

## 早年
海因茨·阿尔弗雷德·基辛格出生於魏瑪共和國巴伐利亞邦菲尔特的一個犹太人家庭。他是來自洛伊特斯豪森的家庭主婦保拉（Paula，1901—1998）和一名教師路易斯·基辛格（1887—1982）的兒子。他有一個弟弟沃爾特（Walter，1924—2021），是一名商人。基辛格的家族是德國猶太裔；他的曾曾祖父迈耶·勒布（Meyer Löb）於1817年採用「基辛格」作為自己的姓氏，取自巴伐利亞温泉镇巴特基辛根。基辛格童年時喜歡踢足球。他效力於菲尔特SpVgg青年隊，該隊是當時全國最好的足球俱樂部之一。

### 移民美國
1938年，基辛格15歲，為了逃避德國迫害，舉家移居到紐約市。基辛格在1943年6月19日歸化成為美国公民。
儘管中學年代在曼哈頓北部華盛頓高地度過，但他始終保留著顯著德语口音。基辛格晚上在喬治·華盛頓高中上學，白天則在一家剃鬚刷工廠打工，高中畢業後，一边在工厂工作一边在临近的纽约市立学院用部分空閒时间学习會計。在繼續工作的同時，作為兼職學生在學業上表現出色。1943年初，他的學業被中斷，當時他被徵召入伍美国陆军。

### 徵召入伍美国陆军
1943年，當他就讀於纽约市立学院的時候，受徵召入伍，在84步兵師（第970反情報軍）擔任德語翻譯兵，以谍报部队身份被派遣到欧洲战场，于战略情报局所属。在部队中，他优越的洞察力獲得赏识，成为了北约间谍学校的教官。这也为越南战争时期他在国家安全保障会议下自设谍报委员会埋下伏笔。

### 學術生涯
1946年回国复员后，进入哈佛大学学习，在1950年以一等荣誉取得政治学学士学位。他分別於1952年及1954年獲得哈佛大學的哲學碩士和哲學博士。他題為《被修復的世界：梅特涅、卡蘇里及和平的問題1812—22》的19世纪的欧洲外交史研究，常被說為是哈佛博士論文中最長的一篇（魏登菲尔德和尼科尔森出版長達365頁）。论文主要观点认为，維也納會議之后欧洲协调国际秩序下的百年和平，主要归功于梅特涅和卡苏里并没有对战败的拿破仑法国采取过多的报复，而是更重视国际体系下的力量均衡。
基辛格在哈佛是师从威廉·杨德尔·艾略特的指导，他的这位老师是有名的美国历史学家，曾为六任美国总统担任过政治和历史问题的顾问。在老师的关照和学院的有利条件下，他多次出席战后对国际形势的研讨会，积攒起了进入华盛顿从政的人脉，其中值得一提的是日后的日本首相中曾根康弘就在这时候与其相识。

### 走向政壇
博士毕业之后的基辛格开始在政治学部的教学工作，通过参加美国政府举办的外交问题评议会，为同时代的外交政策提出了积极的建议。
作為一個渴望能對美國外交政策有更大的影響的開明的共和黨人，基辛格成了纽约州州长纳尔逊·洛克菲勒的支持者和顧問，後者在1960年、1964年及1968年爭取成為共和黨總統提名人。1968年，當理查德·尼克松明顯地會成為共和黨總統提名人的時候，基辛格擔任了尼克松的顧問。在尼克松当选之后成为了国家安全委员会成员、总统顾问，当时，尼克松对他的提名甚至排在国务卿和国防部长之前，被认为是尼克松对其抱有很大的期待。

## 外交政策

### 亚洲

#### 缓和苏联与中美建交

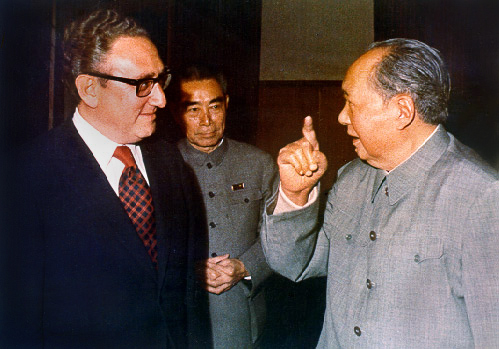
基辛格与毛泽东、周恩来在磋商中美关系正常化

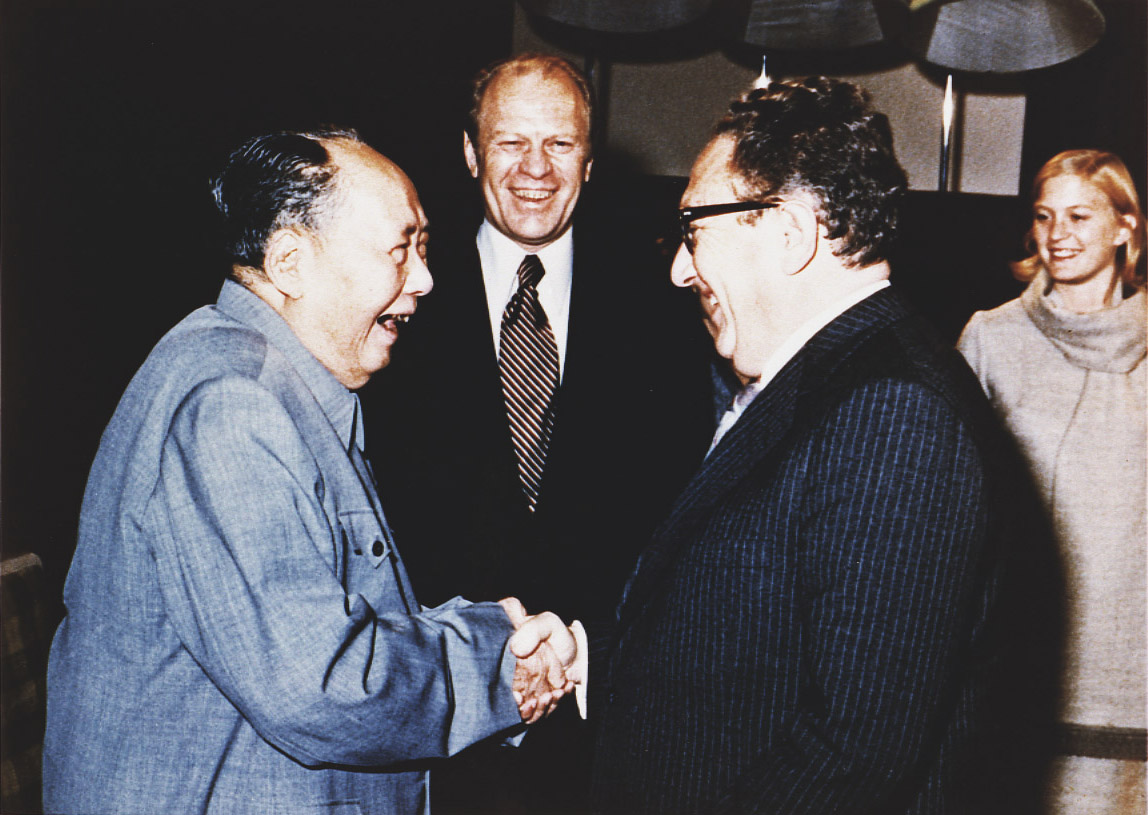
福特總統和女兒蘇珊看國務卿亨利·基辛格與毛澤東握手，1975年12月2日。

在担任總統尼克松的國家安全顧問时，基辛格制定了对苏联的缓和政策以求缓解两个超级大国之间的紧张关系。他参与了战略武器限制谈判，並在1973年与苏联共产党中央委员会总书记列昂尼德·勃列日涅夫达成了《第一阶段限制战略武器条约》和《反彈道飛彈條約》。
當基辛格1969年開始擔任國家安全顧問時，最初對中國興趣不大，與中國和解的推動者是總統尼克松。1970年4月，美国总统理查·尼克森和基辛格向中華民國行政院副院長蔣經國承諾，他們永遠不會放棄台灣或與中華人民共和國政府妥協，儘管尼克森確實含糊地談到了他希望改善與中华人民共和国的關係。
为了继续对苏联施加外交压力，在1971年7月和10月，基辛格两度秘密访问中华人民共和国，与时任中华人民共和国国务院总理周恩来协商，並负责美国政府的对华政策，承诺美国将逐步减少驻台的军事力量。这为1972年尼克松访华的中美高峰会议铺路以及为中美关系正常化奠定了基石，结束了中华人民共和国和美国两国间23年的敌对与隔阂，从而完成了战略性的外交政策转变。基辛格亦与中国共产党中央委员会主席毛泽东见面。基辛格常被中華人民共和國政府称为“中国人民的老朋友”，与多任中国领导人都有交情（日后基辛格曾多次访华并得到邓小平、江泽民、胡锦涛、习近平等历任中国最高领导人的接见）。基辛格的外交对两国的经济文化都带来了很大影响，在1979年美国放弃承认中华民国，並与中华人民共和国建交。

#### 越南化政策和轰炸柬埔寨
基辛格和越南的渊源可以追溯到尼克遜上任之前。在大选期间，他是尼克松阵营的秘密线人，曾给尼克松竞选团提供了詹森政府在巴黎和谈中的机密内容。1968年尼克松凭借尽快结束越南战争的口号当选总统，並在就任伊始就开始执行所谓的越南化计划——逐渐撤走駐越美軍的同时，扶持南越的越南共和國軍以继续独立抵抗北越的越南人民军和南方游击队。与此同时，基辛格在尼克松支持下，主持了轰炸柬埔寨（当时是主权独立国家）境内的越南人民军和游击队目标的行动。虽然行动计划一开始是秘密进行的，然而在美国国内，消息一经流出还是激起了一片片的反战浪潮。不仅如此，轰炸行动还间接引发了柬埔寨内战，導致後來的柬埔寨共产党崛起。
基辛格和越南劳动党中央组织部领导人黎德寿同获1973年的诺贝尔和平奖，以表扬他们为巴黎和平协约所作的努力。然而黎德寿以尚未达至和平为由，谢绝领奖。1975年北方的越南人民军攻滅越南共和國，並在南越成立越南南方共和國。1976年北越吞併南越，統一越南。

#### 孟加拉国（东巴基斯坦）战争
1971年孟加拉国解放战争期间，美国在南亚的外交官向尼克遜和基辛格清楚无误地汇报了关于（尼克松扶持的）阿尤布·汗领导的巴基斯坦政权在东巴基斯坦（今孟加拉国）的暴行。然而2002年12月6日乔治·华盛顿大学出版的解密档案却披露，基辛格建议尼克松低调处理这些事件。由于当时美国忌惮和苏联关系密切的印度，需要维持自己在巴基斯坦的利益；同时中国一向支持巴基斯坦，此举也有助于进一步改善和中国的关系。
另一份解密文件显示因为美国害怕印度进犯巴基斯坦，基辛格曾希望中国在中印边境加强军事部署，然而美国期望中国参与战争的想法被中国婉拒了。

#### 東帝汶战争

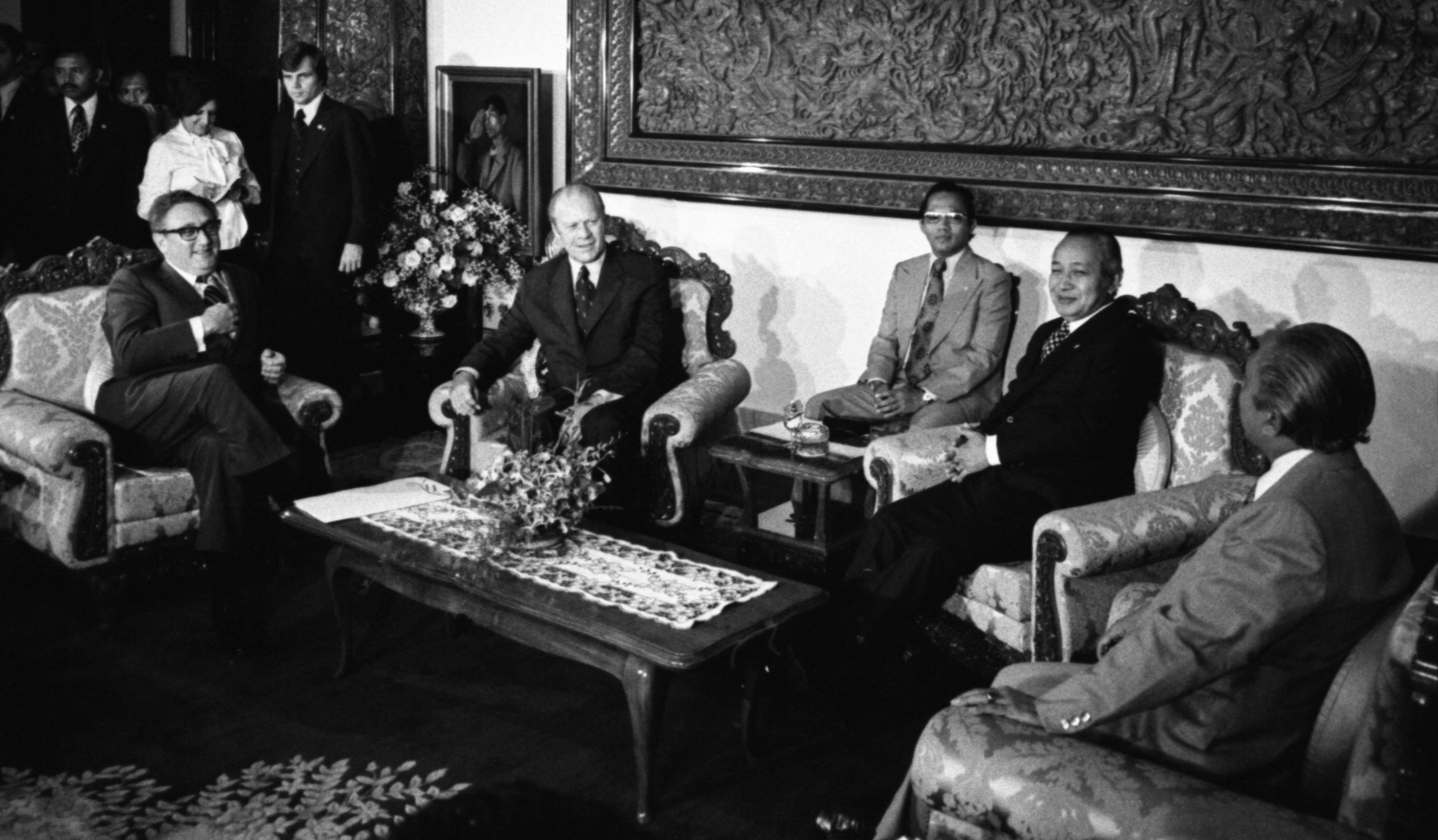
基辛格、福特与印尼总统苏哈托和外长马利克

在1975年葡萄牙的非殖民化進程使美國關注前葡萄牙殖民地葡属帝汶，位於印度尼西亞群島內的東帝汶1975年宣布獨立。印尼總統蘇哈托是美國在東南亞地區一個強有力的盟友，並開始動員印尼軍隊，準備吞併這個新生的國家，當時左派革陣黨越來越佔主導地位。1975年12月，蘇哈托在印度尼西亞首都雅加達與基辛格和福特總統在會議期間討論了入侵計劃。福特和基辛格明確表示，美國與印尼關係將保持強勁，並表示不會反對擬議的吞併。他們只是想完成得“快”，直到他們回到了華盛頓提出延遲入侵。因此蘇哈托延遲操作一天。終於在12月7日印度尼西亞軍隊入侵這塊前葡萄牙殖民地。美國對印尼繼續給予軍方軍事援助，蘇哈托徑自與兼併計劃。基辛格默許印尼的軍事行動，印尼军队占领东帝汶後美國繼續給予印尼軍方軍事援助。

#### 第四次中东战争

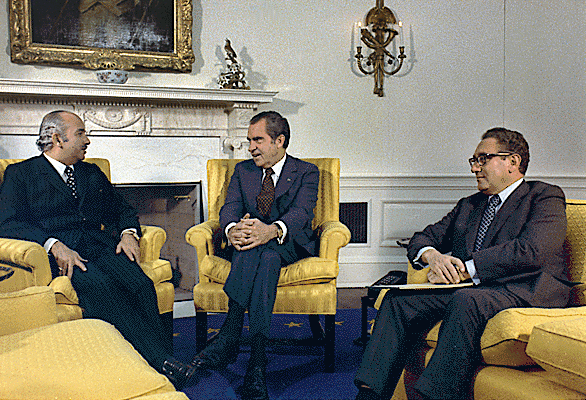
埃及外长Ismail Fahmi，與美國總統理查德·尼克松和亨利·基辛格會面。

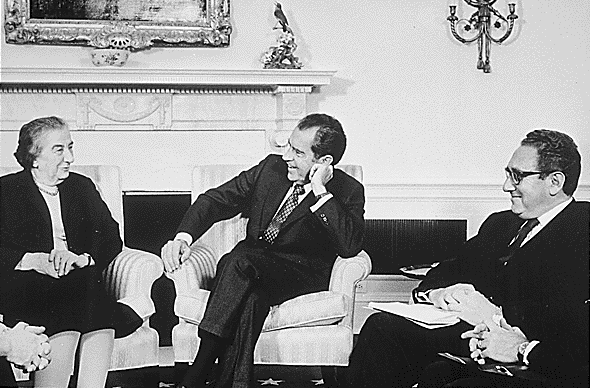
1973年3月1日基辛格和尼克松与以色列总理果尔达·梅厄在椭圆形办公室会面

1973年的贖罪節（10月6日），以埃及为首的阿拉伯联军对以色列发动了突然袭击，第四次中东战争爆发了。虽然以色列随后夺回了失地，基辛格要求以色列放弃部分领土以换取和平，並在停火谈判时发挥了重要作用。在1978年以色列和埃及在戴维营签署了条约，以色列撤出西奈半岛，以换取埃及承认以色列独立和长久的和平。
尽管苏联在勃列日涅夫时期极力在中东地区扩张，扩大了苏联在中东的势力范围，但当苏联支持的埃及和叙利亚在1973年的第四次中东战争中再次败给以色列之后，基辛格在以、阿之间的穿梭外交谈判，哈菲兹·阿萨德领导下的叙利亚开始谋求在美国与苏联之间进行平衡外交，不再专一依赖苏联。萨达特领导下的埃及与苏联彻底闹翻、反目成仇。

### 拉丁美洲

#### 奥古斯托·皮诺切特军事政变

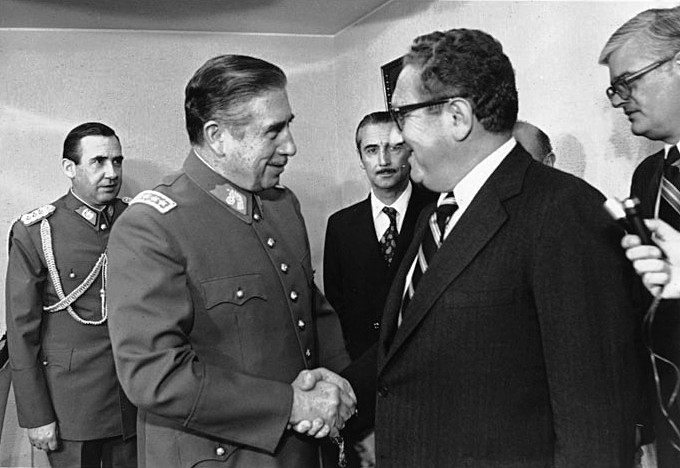
奧古斯托·皮諾切特1976年與基辛格握手。

1970年的智利总统大选中，来自社会主义阵营，左派的阿连德以微弱优势胜出，他的马克思主义和亲古巴政策令华盛顿非常担心。尼克松政府曾考虑授权中情局组织军事政变来阻止阿连德就职並重新进行大选，不过计划因政府对反对派的信心不足而流产。基辛格是否支持这个计划已经不得而知。在阿连德执政期间美国和智利的关系一直处于冰封状态，许多涉及美国利益的智利企业被收归国有，其中包括有美资的铜矿，美国国际电报电话公司（AT&T）在智利的分公司等。美国以此对智利实施经济制裁，中情局也资助了1972和73年的反政府大罢工。在这期间，基辛格关于智利政府的一些言论颇具争议，他说“情况已经太严重了，我们不能再放手让他们的选民自己决定前途”，“我看不到有什么理由放任一个国家因为其不负责任的人民而走向共产主义”。这些言论激起了很多媒体的愤慨，认为这是对智利主权的干涉和践踏。在1973年9月11日，奥古斯托·皮诺切特在美国的支持下发动政变，推翻阿连德政权。在政变中阿连德是被杀还是自杀直到现在仍无定论。

#### 古巴—美國关系
自1962年美国与古巴断交之后，基辛格是最先提出和古巴重新建立关系正常化。然而他很快改变想法並追从肯尼迪的政策。在古巴共产党领导人菲德尔·卡斯特罗参与了安哥拉和莫桑比克的反殖民斗争后，基辛格支持了安哥拉全国独立联盟，莫桑比克抵抗运动等反共产主义组织的暴动，以及中情局支持的南非军队进驻安哥拉。基辛格很清楚的表明除非古巴从两国撤军，否则美国和古巴的关系将无法正常化。

#### 阿根廷军事独裁政权
基辛格對智利採取了類似的立場。1976年，在豪尔赫·拉斐尔·魏地拉領導的阿根廷武裝部隊通過一項名為“國家重組進程”推翻伊莎貝爾·裴隆的民選政府后实施了一系列的报复行动，包括令一些政治对手“失蹤”。《国家》1987年10月的一份調查報告揭露了這樣的故事：1976年6月，基辛格在聖地亞哥卡雷拉酒店舉行的一次會議上，為鄰國阿根廷的軍政府秘密鎮壓左翼遊擊隊和其他異見人士開了「綠燈」數以千計的人在被處決前被關押在 400 多個秘密集中營中。在與阿根廷外交部長塞薩爾·奧古斯托·古澤蒂會面時，基辛格向他保證美國是盟友，不过敦促他务必在美國國會重新開會並有機會考慮制裁之前，盡快“恢復正常程序”。
根據解密的國務院文件，基辛格還作為魏地拉的私人客人訪問該國參加1978年國際足協世界盃並讚揚該政權，從而阻礙了卡特政府制止1976-1983 年軍事獨裁政權大規模屠殺的努力。

### 非洲

#### 羅德西亞叢林戰爭
1976年9月，基辛格曾積極參與有關羅德西亞叢林戰爭談判。基辛格和南非總理約翰·沃斯特曾迫使羅得西亞總理伊恩·史密斯加速罗得西亚政治過渡至黑人多數統治的地位。并在莫桑比克解放陣線控制莫桑比克，甚至导致南非取消對他的支持，使得羅得西亞幾乎完全被孤立。根據史密斯的自傳，基辛格与其会面时告訴史密斯说，其夫人對他非常仰慕；但史密斯表示，他認為基辛格要他所做等于簽署羅得西亞的“死亡證明”。最后基辛格使美國加大力度並联合其它有關各方力量向羅得西亞施加壓力，迫使其結束政治上的少數白人統治。

## 后期生涯

基辛格与罗纳德·里根在白宫会面，1981年摄。

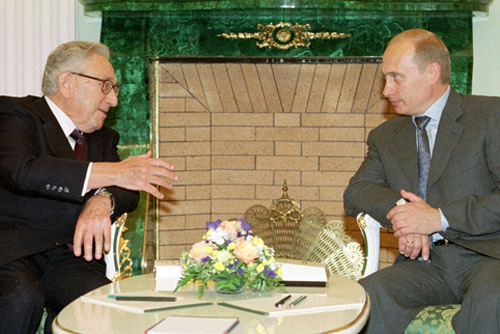
2001年基辛格和俄羅斯總統弗拉基米爾·普丁。

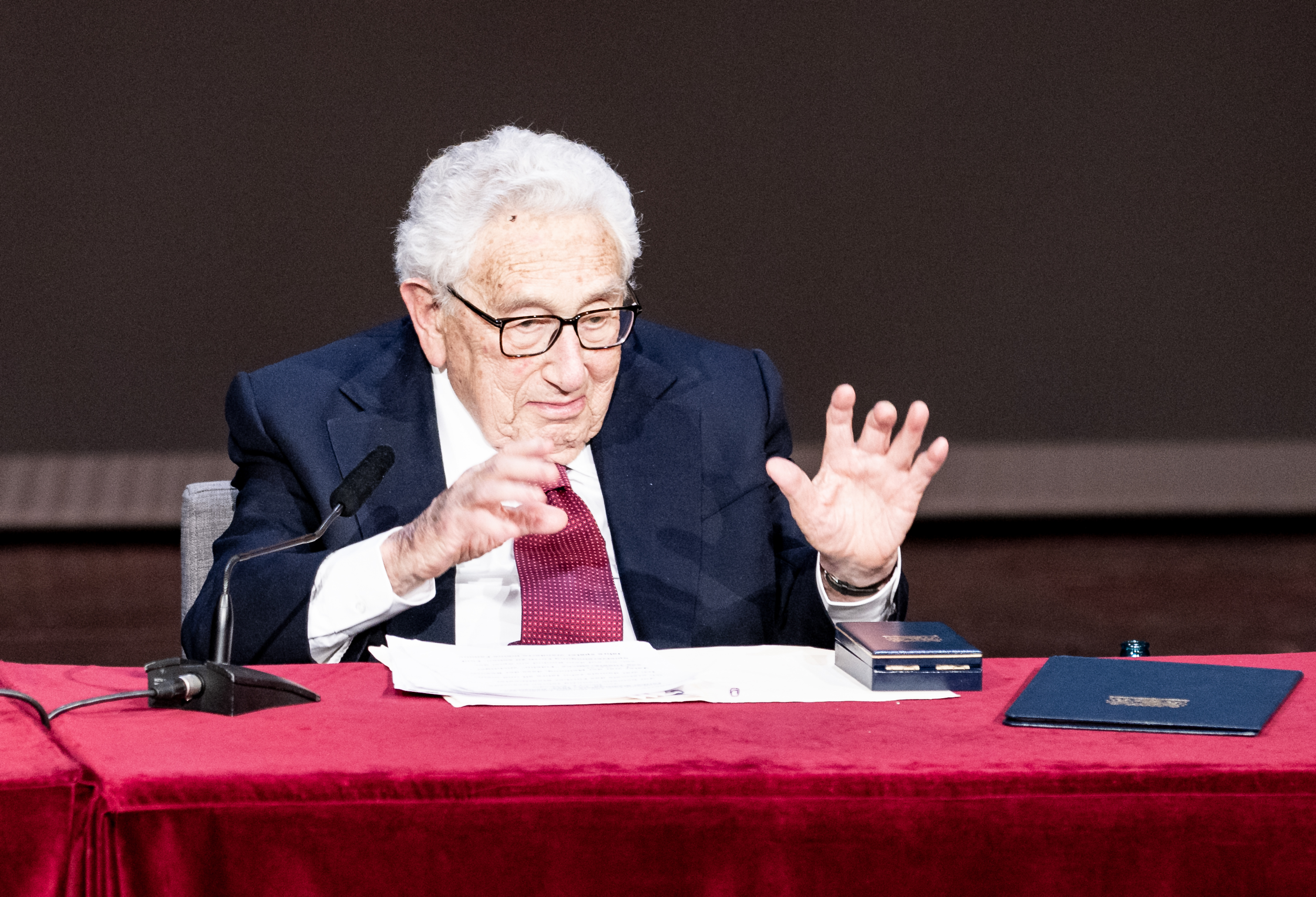
2023年6月，基辛格在家鄉菲尔特舉行的100歲生日慶典上。

1976年总统选举中，民主党候选人吉米·卡特击败杰拉尔德·福特，由此基辛格亦退出内阁。基辛格持续活跃于政策团体（如三边委员会）中，并参与政治顾问、演说及著作等活动。

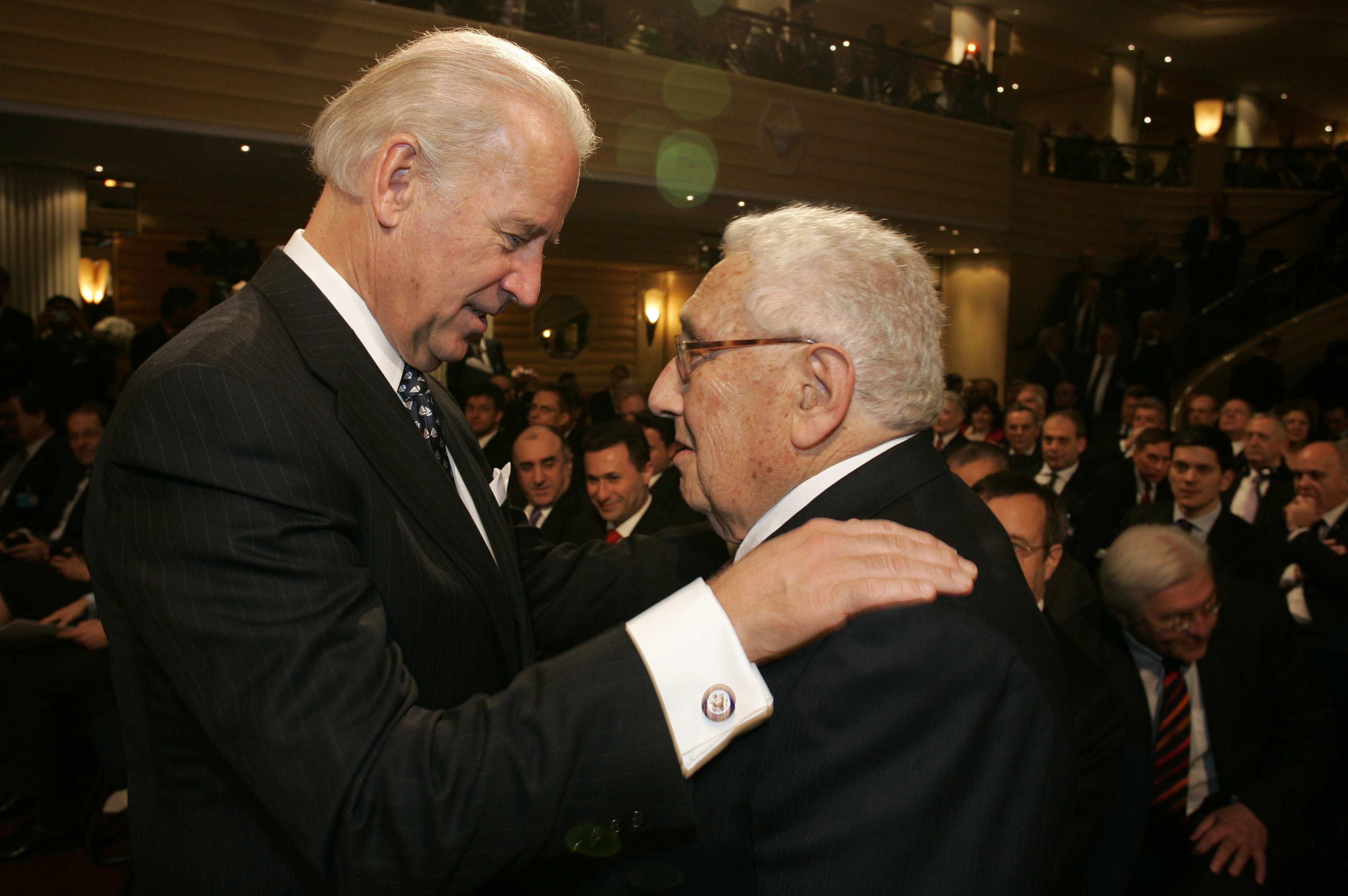
2009年2月，基辛格和美國副總統喬·拜登在慕尼黑安全會議。

1989年，基辛格在日本《读卖新闻》和西德《星期日世界报》上分别发表文章《天安门事件是内政问题》和《美国不能放弃中国》，支持中国政府处理六四事件的措施，认为“对北京发生的事不可只用善与恶的观点去看”，“当时的冲突变得无法解决了”。
2002年11月，时任美国总统小布什任命基辛格为对美恐怖袭击国家调查委员会主席，以调查九一一袭击事件。2002年12月13日，在被讯问其潜在利益冲突后，基辛格无意公布其商业客户详情，故宣布辞去这一职位。
2015年1月3日，基辛格在日本《读卖新闻》說，“日本对本国安保承担起更多的责任、对国际安保发挥更积极的作用，是难免的；总而言之，日本将成为一个普通国家”，普通国家意味着日本将和其他国家一样可以拥有军队并参加战争，但“如果日本推行独断且具有攻击性的外交政策，将成为地区隐患”；就亚洲局势，基辛格說，“亚洲地区缺乏一个可以关怀弱小国家、维护地区平衡的国家，中国周边国家都通过与美国合作来保持（和中国之间的）平衡”，“我反对美国对中国建立包围网，也不赞成以中美关系为核心的外交政策”。

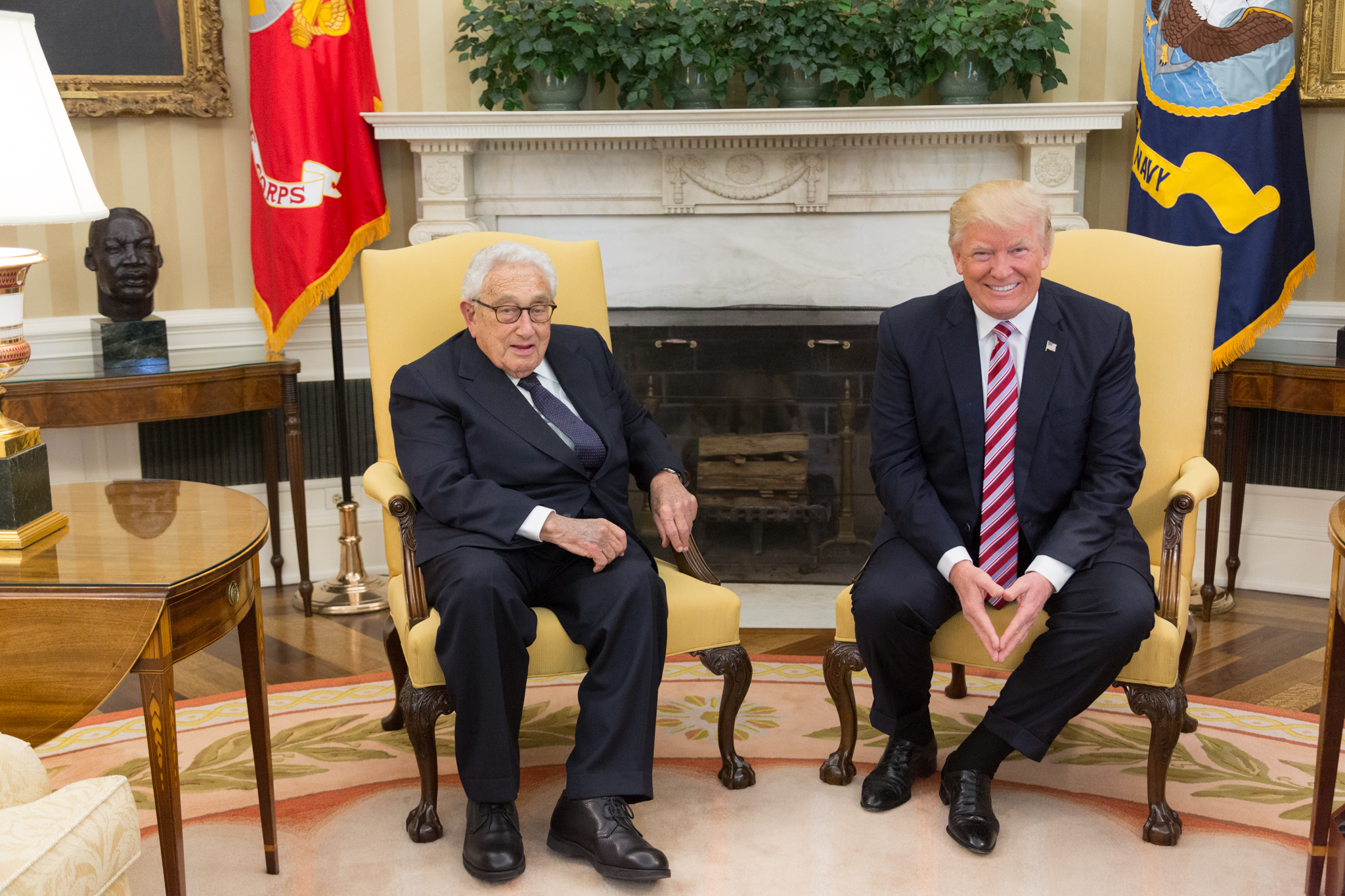
總統唐納德·川普於2017年5月10日會見基辛格。

2022年5月26日乌克兰危机期间，基辛格透过視訊方式出席瑞士达沃斯举行的世界经济论坛，在关于乌克兰的言论上引起了强烈反彈。在谈及俄乌战争的问题上，基辛格表示，由於未能与俄罗斯重启谈判，西方與克里姆林宫的关系會进一步疏远，這将对欧洲的稳定产生可怕的长期后果。他认为，在理想情况下，俄乌战争的分界线应该恢复到开战的原状，即乌克兰边界恢复到2022年2月份战争开始前的状态。这意味着他认为俄罗斯应该被允许保留2014年吞并的克里米亚。他又称，在俄乌兩国恢复分界线之后继续的战争将不是為了乌克兰的自由的戰爭，而是一场针对俄罗斯本身的新战争。基辛格的言论立刻在社交媒体及其他国家引起了强烈反对。包括乌克兰在内的许多批评者不同意他的观点，指出基辛格明显在发表一些不切实际的东西。8月13日，基辛格改变此前对乌克兰的看想，承认不支持乌克兰加入欧洲-大西洋的愿望是错误的，并补充说乌克兰应在战后被视为北约国家。
2023年7月，时年100岁的基辛格访问中国，并在北京与中共中央总书记习近平、中共中央外事办主任王毅和中国国防部部长李尚福会面。這也是基辛格最後一次訪華。基辛格曾訪華100多次。
2023年11月29日，亨利·基辛格在位于美国康涅狄格州的家中去世，享嵩壽100岁。

## 个人与社会影响
政治上基辛格倾向于要淡化普通民众的反應，以达成政治妥协，基辛格长期以来一直认为，政治和情报应该并驾齐驱，以便在国际舞台上实施明智的政策。他主张现实主义的外交政策使他受到左派人士争议，英國記者克里斯多弗·息金斯在他的著作《基辛格的審判》中指责他犯下“戰爭罪、危害人類罪以及串謀謀殺、綁架和酷刑”。2013年4月，维基解密曝光170万份基辛格时代美国机密文件，曝光了美国敢死队、秘密轰炸战争、暗杀等基辛格幕后操纵的丑闻。
2018年特朗普政府下的參議院軍事委員會聽證會，95歲的基辛格出席再度強調表示中國崛起是政策和歷史的必然，中美兩國在維持權力平衡上都有審視的必要，不計代價阻止大國間的直接對抗是世界運轉的底線，一個兩大強權對抗的世界不會讓人類得利，只有全世界皆輸的結局。

## 家庭和個人生活

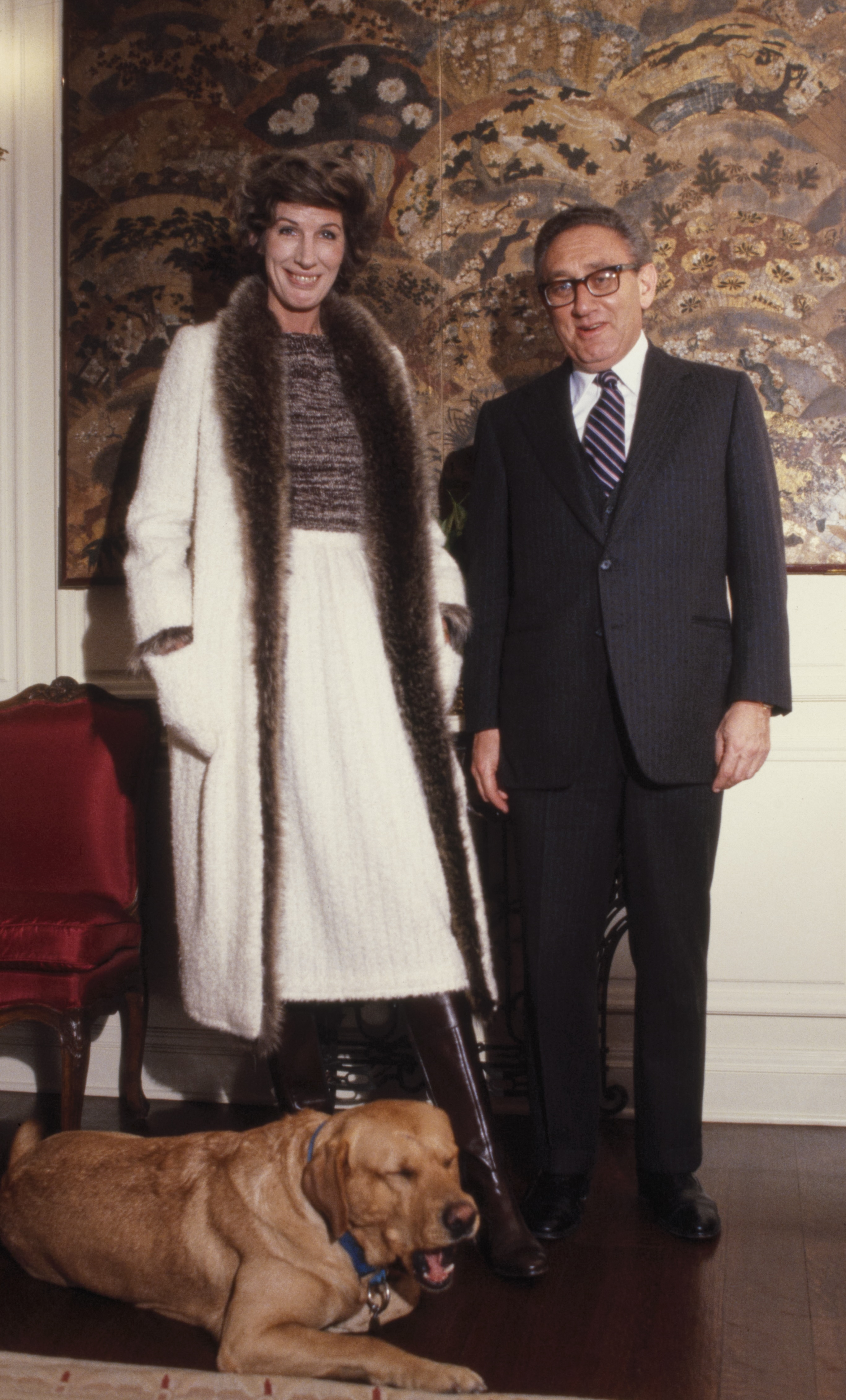
南希和亨利·基辛格與他們的狗泰勒在紐約公寓，1978 年。

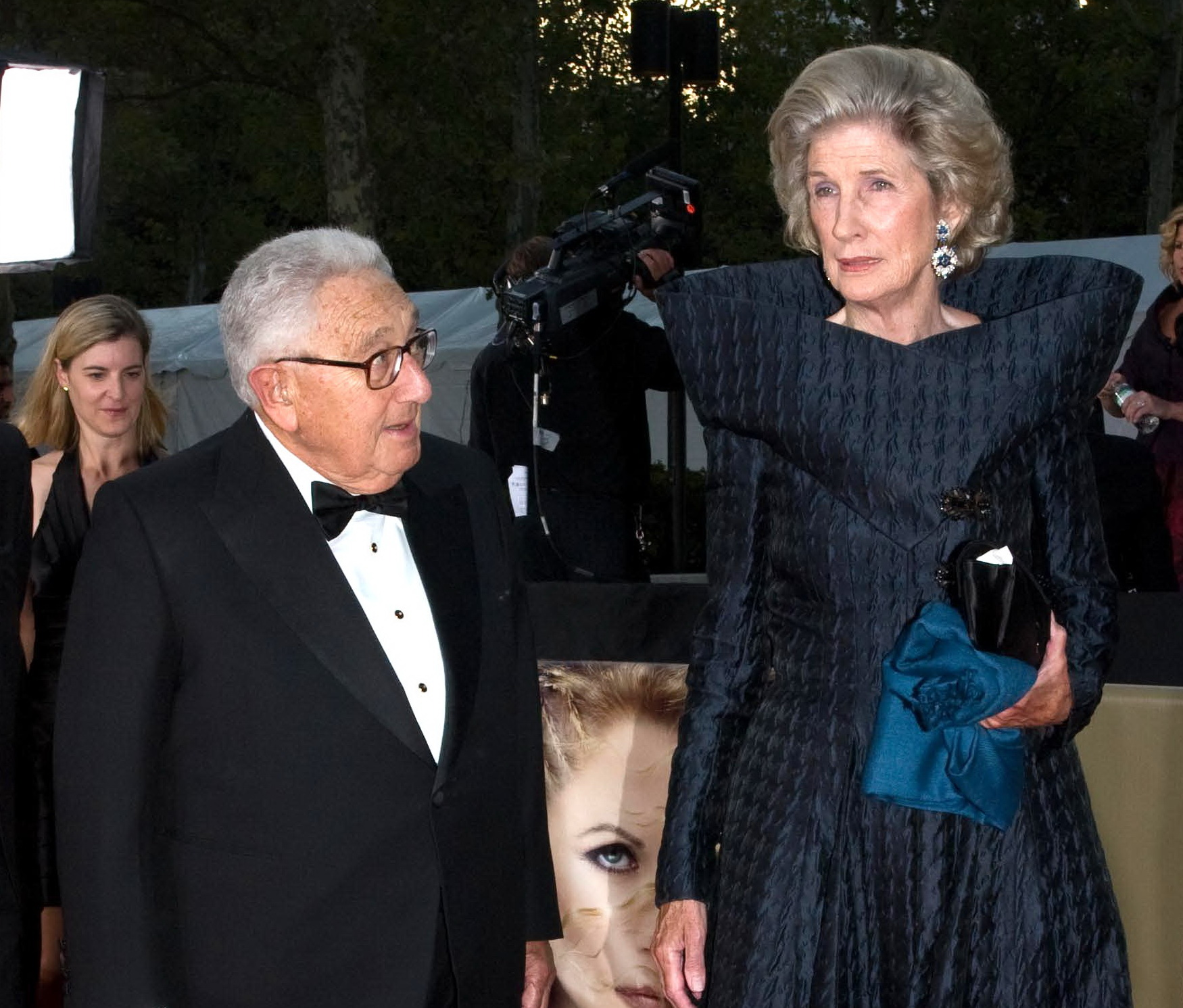
亨利·基辛格與妻子南希·基辛格在2008年大都會歌劇院開幕式上。

高中時，基辛格認識並約會了安·弗萊舍（Anneliese "Ann" Fleischer，1925年11月6日—），但由於戰爭，他們一度疏遠，兩人於1949年2月6日結婚，當時亨利25歲，安·弗萊舍23歲。婚禮在亨利位於華盛頓高地的公寓舉行，約有12人參加。婚禮儀式按照猶太教正統派舉行。他們的大女兒出生於1959年，大兒子出生於1961年，但他們於1963年分居，並於1964年離婚。安妮隨後加入了婦女解放運動。1973年，她與化學家索爾·科恩結婚。
1955年，基辛格在哈佛大學的一次研討會上認識了奧地利女詩人英格博格·巴赫曼；兩人的戀愛關係持續了幾年。
1974 年，基辛格與前哈佛大學學生、纳尔逊·洛克菲勒的秘書南希·莎朗·馬金尼斯（Nancy Sharon Maginnes，生於 1934 年）再婚。他前妻的兩個孩子也出席了儀式。他們住在康乃狄克州肯特郡和紐約市。基辛格的兒子大衛(David) 曾擔任NBC環球電視工作室的高管，隨後於2005 年成為柯南·奧布萊恩的製作公司Conaco 的負責人。
據報道，基辛格在離婚和再婚之間曾有過很多戀情，此時合眾國際社報道稱“搖擺不定的亨利結束了他的單身時光”（Swinging Henry Ends His Days of Bachelorhood）。
1982年2月，58歲的亨利·基辛格接受了冠状动脉旁路移植手術。2023年5月27日，他迎來了100歲生日。
基辛格在1973年的一次採訪中称《外交》為他最喜歡的桌上遊戲。

### 足球迷
達里爾·格羅夫（Daryl Grove）將基辛格描述為對美國足球發展最有影響力的人物之一。1978年，基辛格被任命為北美足球聯賽董事會主席。
基辛格自童年起就是家鄉球隊“菲尔特SpVgg”（現為格雷特霍夫體育會）足球俱樂部的球迷。即使在他任職期間，德國大使館每週一早上都會向他通報球隊的結果。他是榮譽會員，擁有終身季票。2012年9月，基辛格觀看了菲爾特隊以0-2 輸給沙爾克的主場比賽，此前他曾承諾，如果他們從德國足球乙級聯賽升入德甲聯賽（德國頂級足球聯賽），他將觀看菲爾特隊的主場比賽
。

## 主要著作
- 《基辛格回忆录-白宫岁月》（共4卷）1980，中文版1979-1980世界知识出版社
- 《基辛格回忆录-动乱年代》（共3册）1982布朗公司，中文版1983世界知识出版社
- 《大外交》（Diplomacy,1994）3，中文版1998海南出版社
- 《越战回忆录》2003，中文版2009海南出版社
- 《基辛格：美国的全球战略》，中文版2009海南出版社
- 《论中国》，中文版2012中信出版社
- 《白宫密谈》，中文版2013人民日报出版社
- 《基辛格-世界秩序》，中文版2015中信出版社
- 《基辛格-重建的世界1812-1822》，中文版2015上海译文出版社

## 延伸阅读
- 外交政策
  - 营救世界: Leo Cherne的生活和时代 作者 Andrew F. Smith, 亨利·基辛格 (2002) ISBN 0-7914-5379-0
  - 美国需要一个外交政策？21世界外交展望 (2001) ISBN 0-684-85567-4
  - Diplomacy (1994) ISBN 0-671-65991-X
  - 论人和权力：政治回忆录  赫尔穆特·施密特，亨利·基辛格 (1990) ISBN 0-224-02715-8
  - 观察:演讲和评论选登 1982-1984 (1985) ISBN 0-316-49664-2
  - For the Record: Selected Statements 1977-1980 (1981) ISBN 0-316-49663-4
  - 美国外交政策：三个尝试 (1974) ISBN 0-393-05525-6
  - A World Restored: Metternich, Castlereagh and the Problems of Peace, 1812-22 (1973) ISBN 0-395-17229-2
  - 不平静的合作:大西洋联盟重新评估(1965) ISBN 0-07-034895-2
  - 选择的必要: 美国外交政策前景 (1961) ISBN 0-06-012410-5
  - 核武器和外交政策 (1957)
- 回忆录
  - Crisis: The Anatomy of Two Major Foreign Policy Crises: Based on the Record of Henry Kissinger's Hitherto Secret Telephone Conversations (2003) ISBN 0-7432-4910-0
  - Vietnam: A Personal History of America's Involvement in and Extrication from the Vietnam War (2002) ISBN 0-7432-1916-3
  - Kissinger Transcripts: The Top Secret Talks With Beijing and Moscow by Henry Kissinger, William Burr (1999) ISBN 1-56584-480-7
  - 复兴年代 (1999) ISBN 0-684-85571-2
  - 巨变岁月 (1982) ISBN 0-316-28591-9
  - 白宫岁月 (1979) ISBN 0-316-49661-8
- 传记
  - The Nemesis of Stability. Henry A. Kissinger's Ambivalent Relationship with Germany 作者 Holger Klitzing (2007) ISBN 3884769423
  - 有缺陷的建筑师:亨利·基辛格合美国外交政策作者Jussi M. Hanhimaki (2004) ISBN 0-19-517221-3
  - 亨利·基辛格试验 作者Christopher Hitchens (2001) ISBN 1-85984-631-9
  - 基辛格传记 作者 Walter Isaacson (1992) ISBN 0-671-66323-2
  - 尼克松－－基辛格年代: 美国外交政策再造 作者 Richard C. Thornton (1989) ISBN 0-88702-051-8
  - 权利的代价:基辛格在尼克松时代 by Seymour Hersh (1983) ISBN 0-671-44760-2
  - 基辛格作者 Marvin L. Kalb, Bernard Kalb (1974) ISBN 0-316-48221-8
  - Kissinger on the Couch 作者 Phyllis Schlafly (1974) ISBN 0-87000-216-3
  - 基辛格: 智力的肖像 作者 Stephen Richards Graubard (1973) ISBN 0-393-05481-0

## 外部連結
- 官方网站
- C-SPAN內的頁面（英文）

| 政府职务                    | 政府职务                    | 政府职务                   |
| --------------------------- | --------------------------- | -------------------------- |
| 前任： 沃尔特·惠特曼·罗斯托 | 國家安全顧問 1969年－1975年 | 繼任： 布倫特·斯考克羅夫特 |
| 前任： 威廉·P·罗杰斯        | 美国国务卿 1973年－1977年   | 繼任： 赛勒斯·万斯         |